# إدوارد غريفين بيكويذ
إدوارد غريفين بيكويذ (بالإنجليزية: Edward Griffin Beckwith)‏ هو مستكشف أمريكي، ولد في 25 يونيو 1818 في كازينوفيا في الولايات المتحدة، وتوفي في 22 يونيو 1881 في كليفتون في الولايات المتحدة.